# Megamoera subtener
Megamoera subtener är en kräftdjursart som först beskrevs av William Stimpson 1864.  Megamoera subtener ingår i släktet Megamoera och familjen Melitidae. Inga underarter finns listade i Catalogue of Life.